# Umbra Uriașului
Umbra Uriașului (2005) (titlu original Shadow of the Giant) este al patrulea roman al seriei Saga lui Ender scrisă de Orson Scott Card.

## Intriga
China a fost cucerită și de-a lungul ei se răspândește credința că guvernul nu mai este Alesul Cerurilor. Han Tzu va fi cel care primește această numire din partea lui Mazer Rackham, ceea ce îl va determina să îl ucidă pe împăratul Tigrul Zăpezilor, să răstoarne guvernul chinez și să se proclame împărat.
Hegemonul Peter Wiggin și Petra Arkanian îl vizitează pe Califul Ligii Musulmane, Alai, pe care îl ajută să își dea seama că nu e decât un prizonier glorios, Islamul fiind condus de alții în locul său. După dezvăluirea unei conspirații create împotriva, Alai preia controlul națiunii.
Peter Wiggin vrea să elibereze guvernul mondial de sub presiunea războiului, prin intermediul unei alianțe numită Popoarele Libere, dar Califul Alai și Virlomi, devenită zeița Indiei, i se opun. Creșterea lui Bean este afectată de cheia lui Anton, corpul lui fiind aproape să devină prea mare pentru capacitatea inimii sale. În căutarea copiilor lipsă este ajutat de Graff, care încearcă să dea de urma mamei surogat, dar se străduiește și să îl convingă pe Bean să spijine eforturile de pace ale lui Peter.
Alianța Popoarelor Libere începe cu doar douăzeci și două de țări și primul ei test survine atunci când realizează că două națiuni oprimate fac parte din punct de vedere politic din altă națiune. Peter îl trimite pe Bean cu trupe rwandeze și thailandeze să demonstreze că războiul împotriva unui Popor Liber este sinonim cu războiul împotriva tuturor. Bean înfrânge armata peruană din America de Sud și cea sudaneză din Africa, aceste victorii inducând frica națiunilor lumii, care încep să se alăture Popoarelor Libere pentru a evita un posibil conflict cu armata eficientă și bine antrenată a lui Bean.
Totuși, Bean îl suspectează pe Peter că folosește pensia militară a lui Ender pentru a susține financiar Popoarele Libere, așa încât cere ca aceste fonduri să fie puse sub controlul unui computer autonom. Colonelul Graff reprogramează Jocul Minții (care va deveni ulterior Jane) să facă predicții corecte asupra piețelor financiare, investind pensia lui Ender. În plus, mașina reușește să diminueze căutarea copiilor pierduți ai lui Bean de la zeci de mii de posibilități, la câteva sute. Flota Internațională găsește opt dintre cei nouă copii, doi dintre ei având cheia lui Anton activată, la fel ca și copilul pe care îl poartă Petra. Al nouălea copil a fost implantat de către Ahile într-o femeie pe nume Randi, al cărei creier a fost spălat pentru a crede că e copilul lui Ahile, pe care îl consideră un erou asasinat de dușmani. Pentru a fi ferită de persecuții, Randi părăsește Pământul pentru a trăi într-o colonie unde să își poată crește copilul (ce are cheia lui Anton activată), astfel încât acesta să calce pe urmele lui Ahile. Povestea ei este relatată în Ender in Exile.
Cu ajutorul lui Mazer Rackham, Bean divorțează de Petra spre binele ei, ia trei copii care au cheia lui Anton și pleacă pe o navă pusă la dispoziție de Flotă, sperând că vitezele relativiste îl vor ajuta să rămână în viață suficient timp pentru a se găsi o cură a bolii sale. Plecarea lui Bean o afectează pe Petra, dar ea ajunge în cele din urmă comandantul militar al lui Peter, căsătorindu-se cu el și făcându-i cinci copii. Toate națiunile lumii se alătură Popoarelor Libere, cu excepția Statelor Unite. Peter reia legătura cu Ender prin intermediul ansiblului, furnizându-i "Vorbitorului în numele morților" tot ce are nevoie pentru a scrie Hegemonul, o biografie adevărată, scrisă din suflet, a fratelui său. Petra citește această biografie la mormântul său, considerându-l omul care i-a schimbat cu adevărat viața, deși consideră că Bean este cel de care încă e îndrăgostită.

## Traduceri în limba română
- 2007 - Umbra Uriașului, ed. Nemira, colecția "Nautilus", traducere Roxana Brînceanu, 448 pag., ISBN 978-973-569-937-6
- 2014 - Umbra Uriașului, ed. Nemira, colecția "Nautilus", traducere Roxana Brînceanu, 440 pag., ISBN 978-606-579-856-4